# 奎恩 (密蘇里州)
奎恩（英語：Quinn）是位於美國密蘇里州帕特南縣的非建制地區。

## 歷史
奎恩的郵局於1890年設立，其後於1905年停運。

## 地理
奎恩所處的海拔為高於海平面298米（即978英呎），而該地所採用的時區為UTC-6，即北美中部時區（CST）。同時該地設有夏令時間，為UTC-6調快一小時，即UTC-5（CDT）。